# Dom-Apotheke Essen

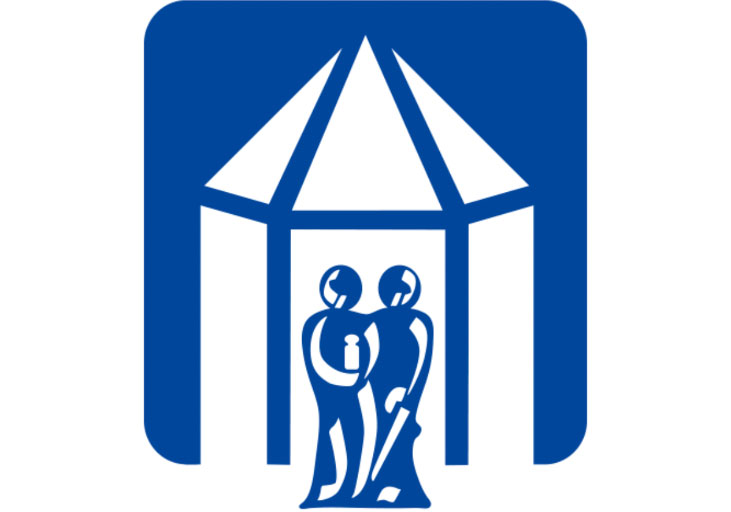
Logo der Dom-Apotheke Essen: zu sehen sind die Schutzpatrone der Stadt Essen Kosmas und Damian; im Hintergrund ist das oktogonale Westwerk des Essener Münsters abgebildet.

Die Dom-Apotheke geht in ihren Wurzeln auf die 1856 von Friedrich Wilhelm Baum (1802–1877) gegründete Adler-Apotheke in Essen-Borbeck zurück.

## Unternehmensgeschichte

### Die Anfänge – ab 1856

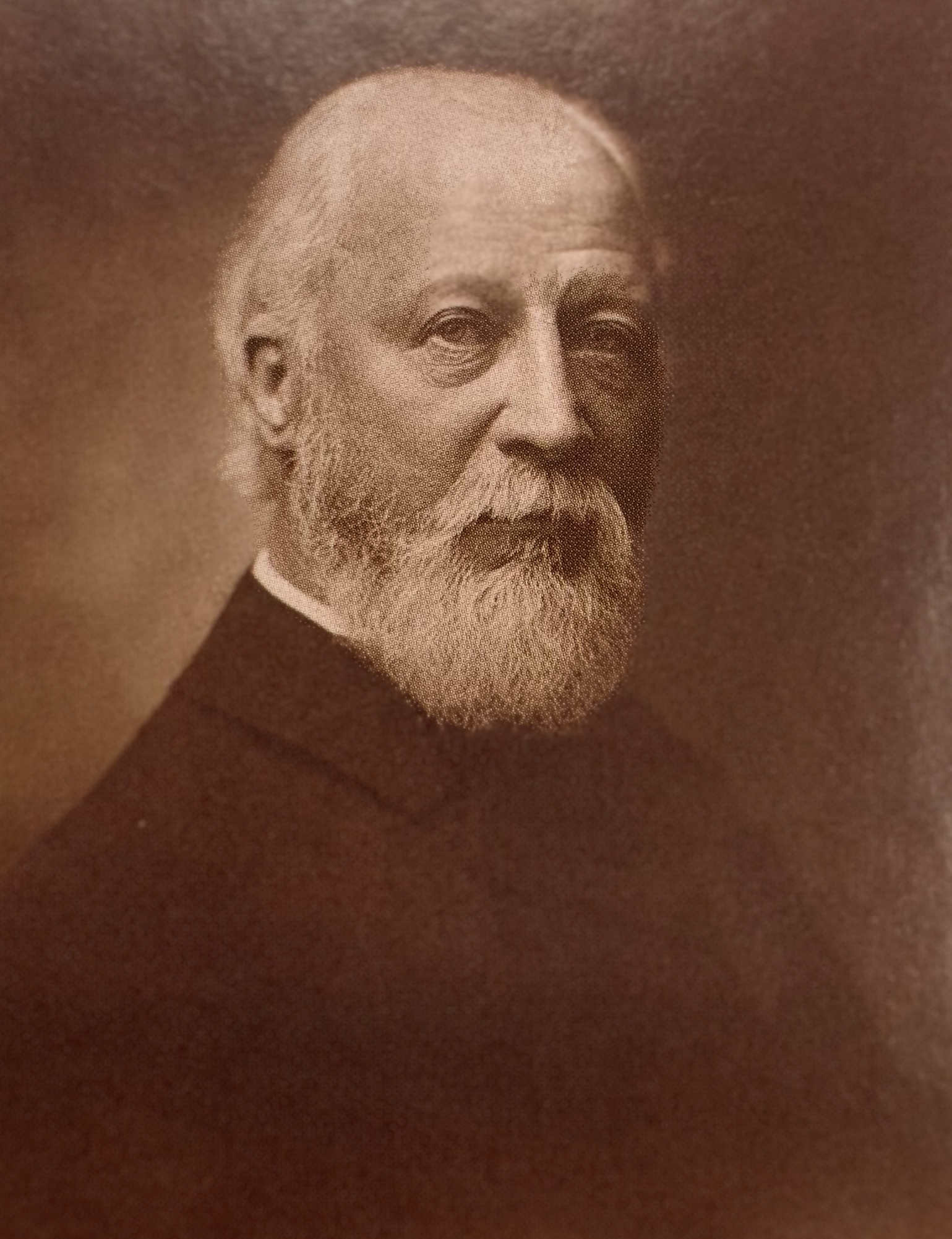
Friedrich Wilhelm Baum eröffnete die erste Apotheke in Essen-Borbeck

Am 10. Juli 1856 erhielt Friedrich Wilhelm Baum vom Königlichen Ministerium für Medizinal-Angelegenheiten die Konzession zur Errichtung der ersten Apotheke in Borbeck. Er eröffnete diese in der Wilhelmstraße 36. Am 1. Mai 1913 zog die Adler-Apotheke in das Haus am Marktplatz 1 (heute: Borbecker Platz 1).

### Zur Zeit der Weimarer Republik
In der Zeit der Weimarer Republik markiert der 29. Dezember 1921 einen zukunftsweisenden Inhaberwechsel. Ludwig Wirtz übernahm von Rudolph, Fritz und Gustav Baum die Adler-Apotheke für „Einhundertzwangigtausend Mk“.

### Der Wiederaufbau nach 1945
„Ende Oktober 1945 ist Borbeck eine Trümmerlandschaft. Kaum ein Haus am Markt ist noch bewohnbar.“
Günter Ziegon übernahm als Pächter die Apotheke und richtete die Offizin wieder her. Somit konnte ab dem 1. Januar 1946 die tägliche Versorgung von Patienten mit Medikamenten wieder hergestellt werden. Testamentarisch blieb Hermine Wirtz, die Witwe von Ludwig Wirtz, Besitzerin der Adler Apotheke. Im Jahre 1953 übernahm Lisel Peterseim, geborene Wirtz, Tochter von Ludwig Wirtz die Adler Apotheke und führte sie fast 34 Jahre bis 1987, dann ging die Apotheke auf ihren Sohn Klaus Peterseim über. Am 1. Juli 1970 gründete Albert Peterseim mit den Mitteln und dem Know-how der Adler Apotheke die Dom-Apotheke auf der Kettwiger Straße in der Essener City.

### Heutige Apotheke
Am 1. Januar 2001 übernahm Klaus Peterseim die Dom-Apotheke und überführte die beiden wichtigsten Unternehmensbereiche Krankenhausversorgung und Herstellung von der Adler-Apotheke in die Dom-Apotheke. Die Adler-Apotheke wurde später mit der Barbara-Apotheke vereinigt und firmiert seitdem als Adler- und Barbara-Apotheke am Germaniaplatz in Essen-Borbeck. 

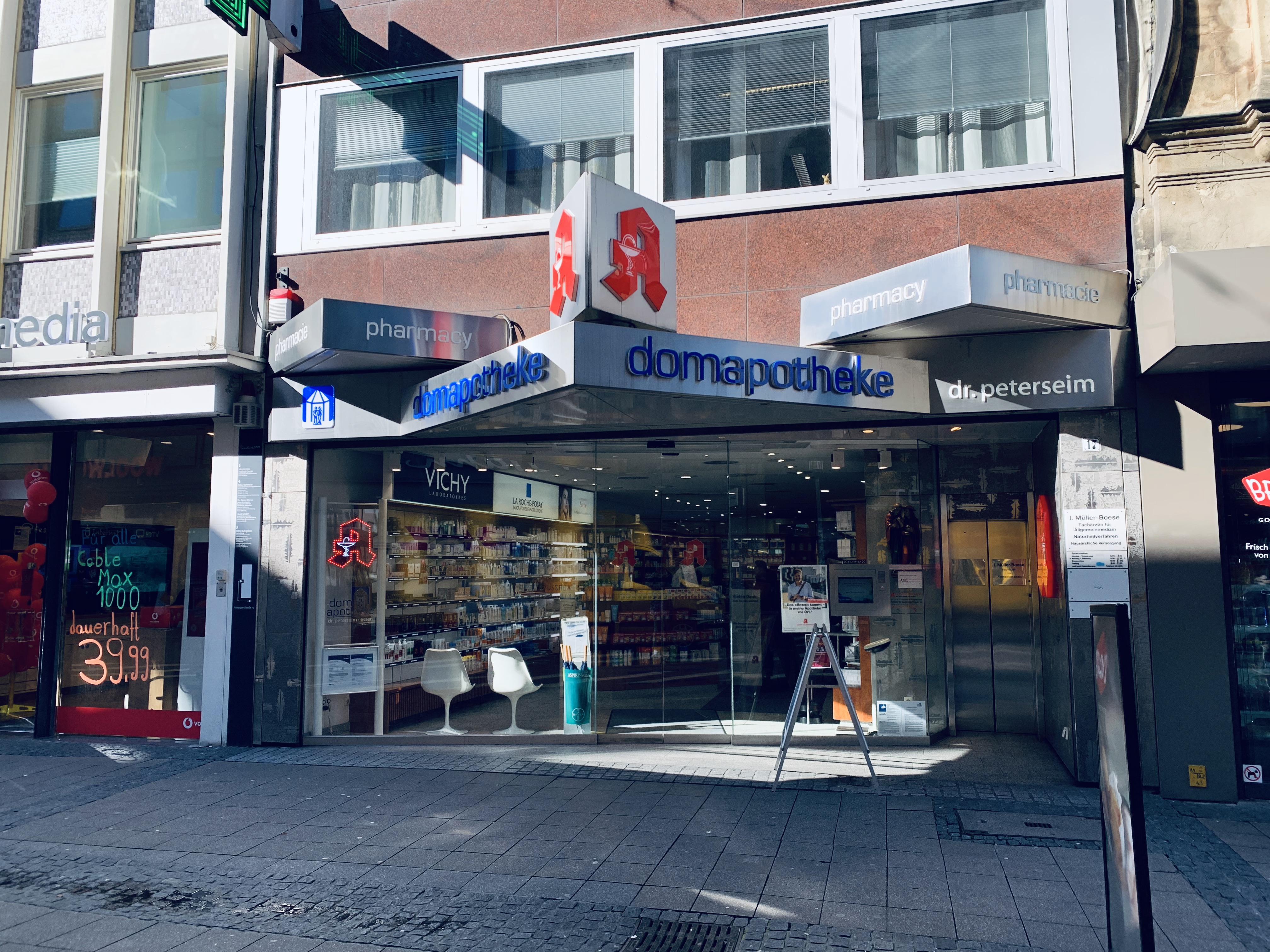
Vorderansicht der Öffentlichen Apotheke in der Essener Innenstadt

Aus den Anfängen im 19. Jahrhundert in Borbeck und der Fortsetzung in der Essener Innenstadt ist inzwischen ein mittelständisches Unternehmen geworden. Sie wird heute (Stand 2020) durch den Inhaber Klaus Peterseim geleitet. Mehr als 80 Mitarbeiter arbeiten an drei Standorten. Die Dom-Apotheke versorgt mehrere Krankenhäuser mit insgesamt rund 5000 Betten, sowie Arztpraxen und Privatpersonen in Essen und im gesamten Rhein-Ruhr-Gebiet. Die öffentliche Apotheke der Dom-Apotheke befindet sich in der Essener Innenstadt in der Kettwiger Straße. Die Abteilung Herstellung und spezialisierte ambulante Versorgung fertigt patientenindividuell Arzneimittel an (Rezeptur), darunter auch sterile Zubereitungen für die Onkologie (Zytostatikaherstellung). Sie befindet sich an der Rathenaustraße in Essen. Die Krankenhausversorgung liegt in der Essener Weststadt in der Frohnhauser Straße 65a.

## Persönlichkeiten
- Friedrich Wilhelm Baum: Gründer und Inhaber der ersten Apotheke in Borbeck
- Rudolph Baum: Ältester Sohn von Friedrich Wilhelm Baum. Er übernahm die Adler-Apotheke 1877 nach Ableben seines Vaters.
- Ludwig Wirtz: Erwarb die Rechte an der Adler-Apotheke von Rudolph Baum und mit Zustimmung der Königlichen Regierung zu Düsseldorf / Abteilung Medizinalwesen. Inhaber und Leiter der Adler-Apotheke von 1921 bis 1945.
- Günter Ziegon: Ehemann von Mathilde Wirtz, Tochter von Ludwig Wirtz. Leiter der Adler-Apotheke ab 1. Januar 1946. Inhaberin bleibt, testamentarisch bestimmt, Hermine Wirtz, Mutter von Mathilde Wirtz und Witwe von Ludwig Wirtz.
- Lisel Peterseim: Tochter von Hermine Wirtz und ab dem 5. November 1953 Leiterin und Inhaberin der Adler-Apotheke. Ehefrau von Albert Peterseim, dem späteren Gründer und Inhaber der Schloß-Apotheke Essen Borbeck (ab 1964).
- Albert Peterseim: Gründer der Dom-Apotheke Essen und langjähriger Präsident der Apothekenkammer Nordrhein.[5]
- Klaus Peterseim: Inhaber der Dom-Apotheke Essen, fügte Teile aus der Adler-Apotheke und der bisherigen Dom-Apotheke zu dem heutigen Unternehmen zusammen. Außerdem war er von 2003 bis 2023 Vorsitzender des Bundesverbands der Versorgungsapotheker mit Sitz in Berlin (BVVA) und seit 2011 Präsident des Verbands Zytostatika-herstellender Apothekerinnen und Apotheker e.V.